# DJ (chanson de David Bowie)
Pour les articles homonymes, voir DJ (homonymie).
Singles de David Bowie
Boys Keep Swinging
(juin 1979) Look Back in Anger
(août 1979)
DJ est une chanson de David Bowie parue en 1979 sur l'album Lodger.

## Histoire
Coécrite avec Brian Eno et le guitariste Carlos Alomar, DJ est un commentaire acide sur le métier de disc-jockey et le culte qui l'entoure à la fin des années 1970, époque du disco. Elle comprend notamment un solo de guitare d'Adrian Belew assemblé à partir d'un grand nombre de prises.
DJ est choisie comme deuxième single extrait de l'album Lodger, avec Repetition en face B. Elle atteint seulement la 29e place du hit-parade britannique, peut-être à cause de son sujet. Dans son clip, réalisé par David Mallet, Bowie apparaît dans le rôle d'un DJ qui démolit son studio. Certaines séquences sont filmées dans les rues de Londres, à Earl's Court, où le chanteur attire l'attention des passants qui ne sont pas au courant qu'un tournage est en cours.

## Fiche technique

### Chansons
| 1. | DJ         | 3:20 |
| 2. | Repetition | 2:59 |

### Interprètes
- David Bowie : chant, chamberlin, piano
- Adrian Belew : guitare solo
- Carlos Alomar : guitare rythmique
- George Murray : basse
- Simon House : violon
- Dennis Davis : batterie

### Équipe de production
- David Bowie, Tony Visconti : producteur

### Classements
| Classement                     | Meilleure position |
| ------------------------------ | ------------------ |
| Royaume-Uni (UK Singles Chart) | 29                 |